# 佐倉りな
佐倉 りな（さくら りな、1994年11月3日 - ）は、日本の歌手、タレント。静岡県出身。旧芸名は佐倉 美夕（さくら みゆ）。
2014年11月より『家庭教師アイドルGOING.TV 』のメンバーとして活動する（～2015年7月）。
2015年7月より『ツイン☆チェリーズ』のメンバーとして活動する。

## 略歴

### 2014年
- 4月19日 『2014年度ミス湘南』にエントリー（最終審査まで進出）。[1][2][3]
- 6月15日 漫画アクション主催の『ミスアクション2015』にエントリー（2015年1月のセミファイナルステージまで進出）。[4][5][6][7][8]
- 8月7日 ニコニコ生放送『ピグ☆1アイドルトーナメント』に出演。[9]
- 10月29日 『オフィス彩&オフィスkinaco ファン大感謝祭2014～第１回  次世代の女王は誰だ!?～』（～11月3日）に出演。[10]
- 11月12日 家庭教師アイドルGOING.TVのメンバーとなる。[11][12]お披露目は家庭教師アイドル特別授業『放課後飲み会 in 飯縄 vol.1』（11月19日）で行われた。
- 11月23日 芸名を「佐倉美夕」→「佐倉りな」に変更。[13]

### 2015年
- 3月12日 国立代々木競技場（第二体育館）で行われた『第６回東京ボーイズコレクション』に『PEAK&PINE』のモデルとして出演。[14][15]
- 5月3日 横浜開港記念みなと祭『第63回 ザ よこはまパレード』に参加。[16]
- 5月14日 情報サイト『恋愛研究所』 にインタビュー記事「ぶっちゃけアイドルも恋愛したいでしょ？某アイドルグループのメンバー全員に聞いてみた」が掲載。[17]
- 5月16日 ゴーイング主催イベント『第一回ゴーイングお笑いバトルライブ＆公開授業』に出演。
- 6月28日 ゴーイング主催イベント『第二回ゴーイングお笑いバトルライブ＆公開授業』に出演。
- 7月8日  家庭教師アイドルGOING.TVを脱退。[18]
- 7月28日 桜田麻乃と『ツイン☆チェリーズ』を結成し、六本木BeeHiveで行われた『RoppongiCollection vol.37』に出演。[19]
- 9月8日 神田SOUND STAGE MIFAで行われた『にょろぽん界隈 4manLIVE』に出演。[20]ソロとして1曲、ユニットとして2曲披露した。
- 10月25日 渋谷Gladで行われた『RoppongiCollection vol.37』にツイン☆チェリーズとして出演。[21]
- 11月2日 ニコ生の音楽バラエティー番組『R’s BAR!!』にツイン☆チェリーズとしてゲスト出演。[22]

## 人物・エピソード
- 趣味／特技：ダンスとおいしいもの巡り、カラオケ／バレーボール、英会話、どこでも寝れる[23][24]
- 家庭教師アイドルGOING.TVのライブ公演では、出演メンバーが大島理緒と二人だけになった際のコンビを『ЯR(ダブルアール)』と命名している。

## ライブ／イベント
- 第6回東京ボーイズコレクション（2015年3月12日）[14] - モデル出演。
- RoppongiCollection vol.37（2015年7月28日）[19]／vol.39（9月24日）[25] - ツイン☆チェリーズとして出演。
- にょろぽん界隈 4manLIVE（2015年9月8日）[20]
- Shibuya Idol Selection vol.14（2015年10月25日）[21] - ツイン☆チェリーズとして出演。

## その他
- 2014年度ミス湘南（2014年4月19日 - 2014年4月27日）[1] - 最終審査まで進出。
- ミスアクション2015（2014年6月15日 - 2015年1月31日）[4] - セミファイナルまで進出。
- 佐倉りな ver. for MKB（2015年2月26日、mkb_mki）[26] - 画像コンテンツの配信。
- 美人大喜利（2015年8月24日、全研本社）[24] - モデル出演。
- R’s BAR!!（2015年11月2日、ニコ生）[22] - ツイン☆チェリーズとして出演。

## WEBニュース
- 2014年10月8日 ミスアクション2015候補生紹介。[5]
- 2015年5月14日 ぶっちゃけアイドルも恋愛したいでしょ？某アイドルグループのメンバー全員に聞いてみた。[17]